# 沃多什福
沃多什福，是匈牙利杰尔-莫雄-肖普朗州所辖的一个村。总面积4.19平方公里，总人口73，人口密度17.4人/平方公里（2011年1月1日）。